# プファルツ＝ツヴァイブリュッケン＝ビシュヴァイラー

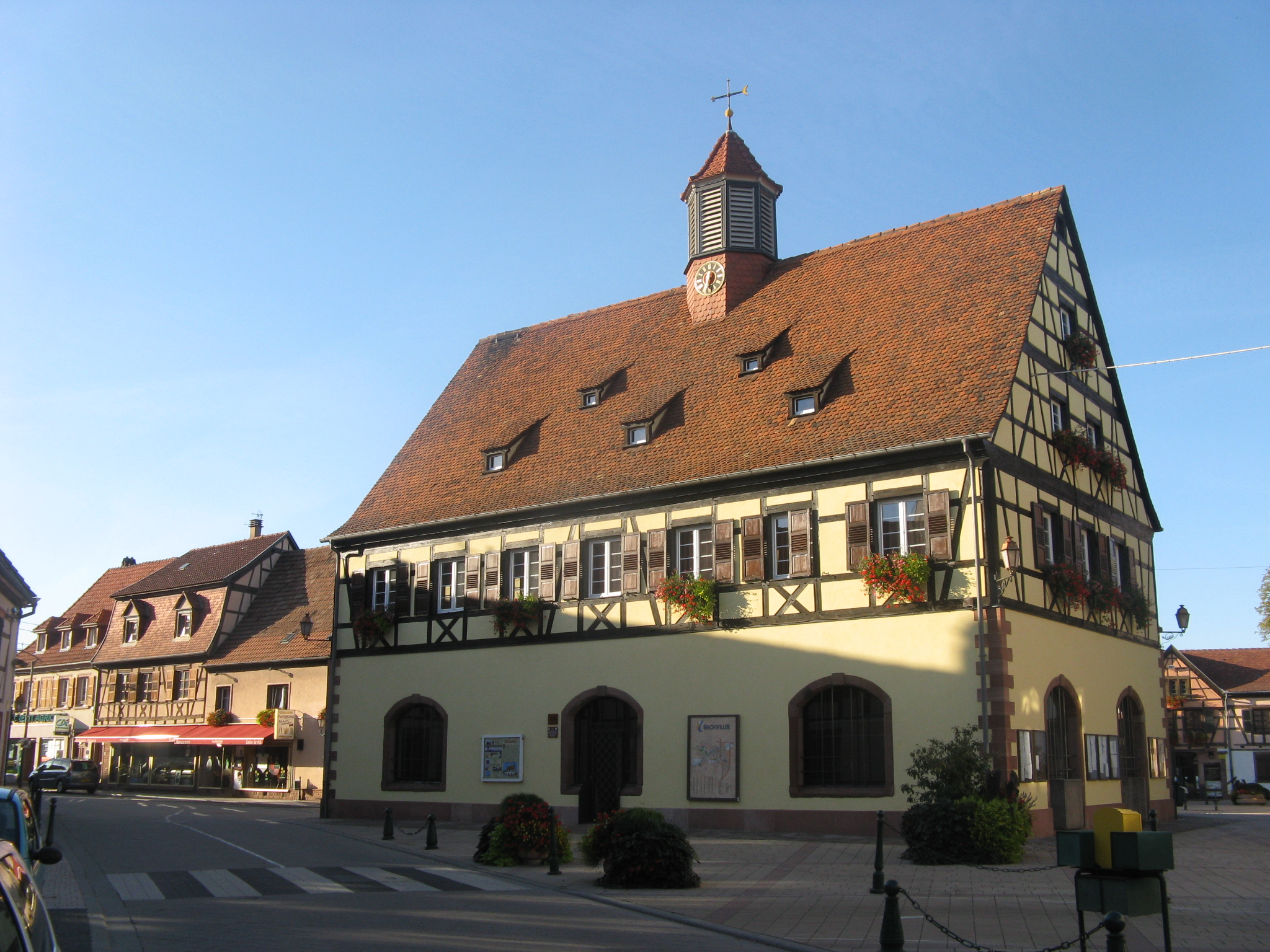
1665年に建てられたビシュヴァイラーの旧市庁舎

プファルツ＝ツヴァイブリュッケン＝ビシュヴァイラー（Pfalz-Birkenfeld-Bischweiler）は、現在のフランス北東部、バ＝ラン県のビシュヴィレール（ドイツ語名ビシュヴァイラー）近辺に基盤を置いた神聖ローマ帝国の領邦の一つ。
プファルツ＝ツヴァイブリュッケン＝ビシュヴァイラーは1600年にプファルツ＝ツヴァイブリュッケン＝ビルケンフェルトからの分与により、プファルツ＝ツヴァイブリュッケン＝ビルケンフェルト公カール1世の末子クリスティアン1世によって創始された。この領邦からさらに、プファルツ＝ビルケンフェルト＝ゲルンハウゼンが1654年に分立した。1671年にクリスティアン2世がプファルツ＝ツヴァイブリュッケン＝ビルケンフェルトを相続したことで、この領邦は終焉を迎えた。

## プファルツ＝ビルケンフェルト＝ビシュヴァイラー公
- クリスティアン1世（1600年 - 1654年）
- クリスティアン2世（1654年 - 1671年） - 1671年よりプファルツ＝ツヴァイブリュッケン＝ビルケンフェルト公